# Lewis Bower
Lewis Bower (Auckland, 14 oktober 2004) is een Nieuw-Zeelands wielrenner.

## Carrière
Als junior werd Bower tweemaal nationaal kampioen tijdrijden.
In 2023, zijn eerste jaar als belofte, maakte Bower de overstap naar de opleidingsploeg van Groupama-FDJ. Namens die ploeg won hij in 2024 een etappe in de Ronde van de Oise en twee ritten in de Ronde van Roemenië. In oktober van dat jaar werd hij elfde in Parijs-Tours voor beloften. In het voorjaar van 2025 reed hij namens de hoofdmacht van Groupama-FDJ enkele eendagskoersen, met de veertiende plek in La Roue Tourangelle als beste uitslag. Begin april won hij de Boucle de l'Artois.

## Overwinningen
2021
 Nieuw-Zeelands kampioen tijdrijden, Junioren
2022
 Nieuw-Zeelands kampioen tijdrijden, Junioren
2024
1e etappe Ronde van de Oise
3e en 5e etappe Ronde van Roemenië
2025
Boucle de l'Artois

## Ploegen
- 2023 –  Equipe continentale Groupama-FDJ
- 2024 –  Equipe continentale Groupama-FDJ
- 2025 –  Equipe continentale Groupama-FDJ tot 31 mei
- 2025 –  Groupama-FDJ vanaf 1 juni